# Pagameopsis garryoides
Pagameopsis garryoides är en måreväxtart som först beskrevs av Paul Carpenter Standley, och fick sitt nu gällande namn av Julian Alfred Steyermark. Pagameopsis garryoides ingår i släktet Pagameopsis och familjen måreväxter. Inga underarter finns listade i Catalogue of Life.